# Universidad Autónoma Metropolitana Unidad Cuajimalpa

La UAM Unidad Cuajimalpa es una unidad académica de la UAM situada en el poniente del área metropolitana de la Ciudad de México que fue creada el 26 de abril de 2005 y pretende que a través de un sistema educativo innovador orientado a lograr la construcción del conocimiento y con planes de estudio flexibles y pertinentes a las necesidades sociales.

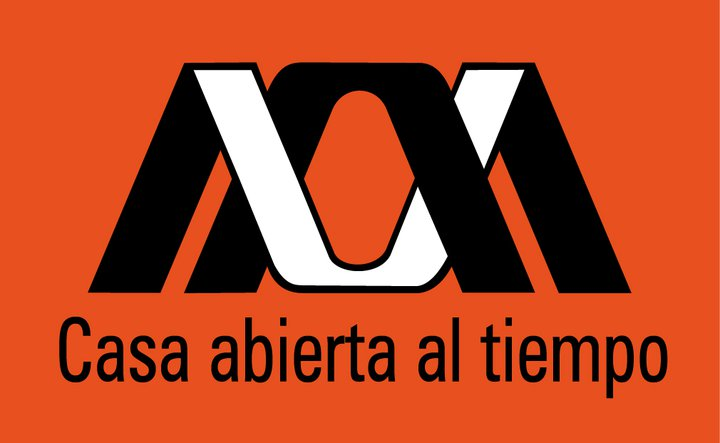
Monograma y lema de la Universidad Autónoma Metropolitana con el color naranja de la Unidad Cuajimalpa.

## Lema
El lema de la Universidad Autónoma Metropolitana "Casa abierta al tiempo" se basa en la frase "In Calli Ixcahuicopa". Ix(tli) rostro, cáhui(tl) tiempo y -copa hacia, integran ix-cahuicopa, "hacia el tiempo con rostro".

### Mascota
La mascota simbólica de la Universidad Autónoma Metropolitana es una pantera negra (panther onca). Se llama Oncahui que es un juego de palabras: ONCA que es jaguar y CÁUHUITL que significa tiempo. La idea fue del alumno de Estudios Socioterritoriales, Gabriel Gutiérrez.

## Licenciaturas
División de Ciencias de la Comunicación y Diseño
- Licenciatura en Ciencias de la Comunicación (véase Ciencias de la Comunicación)
- Licenciatura en Diseño (véase Diseño Integral)
- Licenciatura en Tecnologías y Sistemas de Información (véase Tecnologías de la información y la comunicación)

División de Ciencias Sociales y Humanidades
- Licenciatura en Administración
- Licenciatura en Humanidades
- Licenciatura en Estudios Socioterritoriales
- Licenciatura en Derecho

División de Ciencias Naturales e Ingeniería
- Licenciatura en Ingeniería Biológica (véase Ingeniería biológica)
- Licenciatura en Matemáticas Aplicadas (véase Matemáticas Aplicadas)
- Licenciatura en Ingeniería en Computación(véase Computación)
- Licenciatura en Biología Molecular (véase Biología Molecular )

## Posgrados
División de Ciencias de la Comunicación y Diseño
- Maestría en Diseño, Información y Comunicación (MADIC)

División de Ciencias Sociales y Humanidades
- Maestría en Ciencias Sociales y Humanidades
- Doctorado en Ciencias Sociales y Humanidades

División de Ciencias Naturales e Ingeniería
- Doctorado en Ciencias Biológicas y de la Salud (DCBS)
- Posgrado en Ciencias Naturales e Ingeniería (PCNI)

## Visión al año 2024

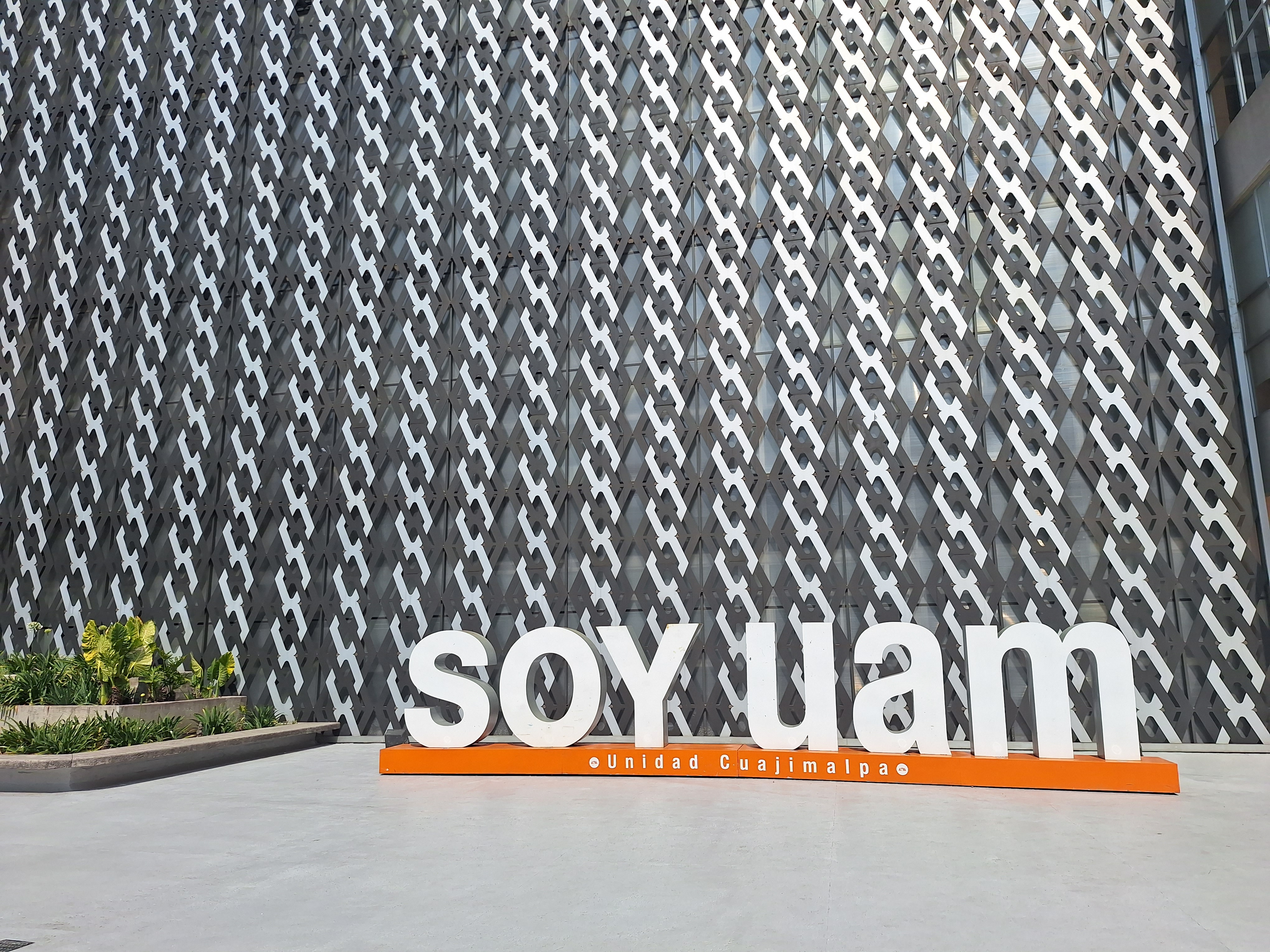
SOY UAM en la Unidad Cuajimalpa

La Unidad Cuajimalpa de la UAM es en 2024 una institución con un alto grado de reconocimiento nacional e internacional por la calidad de la formación de profesionales e investigadores y por sus contribuciones relevantes al conocimiento, la cultura y la tecnología, así como a la mejora del nivel de desarrollo humano de la sociedad, en particular de su zona de influencia.

## Admisión
Las licenciaturas en Administración, Humanidades, Estudios Socioterritoriales, Biología Molecular, Ingenieria Biológica e Ingeniería en Computación, cuenta con 2 convocatorias de ingreso por año, para primavera y otoño. Las licenciaturas en Derecho, Diseño, Ciencias de la Comunicación, Matemáticas Aplicadas y Tecnologías y Sistemas de Información, solamente tienen convocatoria de ingreso en otoño. Las convocatorias se publican alrededor de los meses de febrero (para ingreso en primavera) y mayo (para ingreso en otoño)

## Rectores de la Unidad Cuajimalpa
La rectora fundadora es la Dra. Magdalena Fresán Orozco. Ella fue la responsable de conducir a la Unidad Cuajimalpa durante los primeros cuatro años de operación, del 24 de abril de 2005 al 23 de abril de 2009. Con base a la fracción 2.ª. Del artículo 11 de la Ley Orgánica de la UAM, la junta directiva posteriormente nombró:
- Al Dr. Arturo Rojo Domínguez como rector de la Unidad Cuajimalpa por el periodo del 4 de junio de 2009 al 3 de junio de 2013.[9]
- Al Dr. Abel Castro Peñalosa como rector del 4 de junio de 2013 al 3 de junio de 2017.
- Al Dr. Rodolfo René Suárez Molnar Castro. del 4 de junio de 2017 al 3 de junio de 2021
- Al Mtro. Octavio Mercado González ejerce como Rector de la Unidad, desde el 4 de junio de 2021,elegido para el periodo 2021 - 2025.[10]